# Fajoles
Fajoles är en kommun i departementet Lot i regionen Occitanien i södra Frankrike. Kommunen ligger i kantonen Payrac som tillhör arrondissementet Gourdon. År 2022 hade Fajoles 313 invånare.

## Befolkningsutveckling
Antalet invånare i kommunen Fajoles
| Referens: INSEE |